# Nehuén Pérez
Patricio Nehuén Pérez (* 24. Juni 2000 in Hurlingham, Buenos Aires) ist ein argentinischer Fußballspieler, der bei Udinese Calcio unter Vertrag steht und aktuell an den FC Porto ausgeliehen ist.

## Karriere

### Im Verein
Pérez begann La Quinta de Los Pibes und Unión de Tesei mit dem Fußballspielen, bevor er 2007 in die Jugend der Argentinos Juniors wechselte. Ende November 2017 saß er erstmals bei einem Spiel der Profimannschaft in der Primera División auf der Bank, ohne jedoch eingewechselt zu werden. Im Mai 2018 debütierte er in der Copa Argentina in der Profimannschaft, was sein einziger Einsatz in der Saison 2017/18 blieb. Im Juli 2018 erwarb Atlético Madrid die Transferrechte an Pérez, der jedoch auf Leihbasis bis zum Jahresende bei den Argentinos Juniors verblieb. In der ersten Hälfte der Saison 2018/19 kam er auf drei Einsätze in der Primera División.
Nach der U20-Südamerikameisterschaft 2019, die vom 17. Januar bis zum 10. Februar in Chile stattfand, wechselte Pérez in die spanische Primera División zu Atlético Madrid, wo er bereits im Juli 2018 einen Vertrag mit einer Laufzeit bis zum 30. Juni 2024 unterschrieben hatte. Bis zum Ende der Saison 2018/19 brachte es Pérez auf 2 Spieltagsnominierungen in der Liga, ohne jedoch von Diego Simeone eingewechselt zu werden.
Zur Saison 2019/20 wechselte Pérez für ein Jahr auf Leihbasis zum portugiesischen Erstliga-Aufsteiger FC Famalicão. Die folgende Saison verbrachte er, ebenfalls auf Leihbasis, beim FC Granada. Auch in der Spielzeit 2021/22 kam er nicht in Madrid zum Einsatz – stattdessen spielte er leihweise bei Udinese Calcio. Anschließend nahmen die Italiener den Spieler fest unter Vertrag. Zur Saison 2024/25 wechselte er leihweise mit Kaufoption zum FC Porto.

### In der Nationalmannschaft
Pérez nahm 2017 mit der argentinischen U17-Nationalmannschaft an der U17-Südamerikameisterschaft in Chile teil, bei der er vier Mal zum Einsatz kam. Anfang 2019 nahm er mit der U20-Nationalmannschaft an der U20-Südamerikameisterschaft 2019 in Chile teil, bei der er acht Mal zum Einsatz kam und mit seinem Team den zweiten Platz belegte.